# Promozione Liguria 1954-1955
La Promozione fu il massimo campionato regionale di calcio disputato in Liguria nella stagione 1954-1955.
A ciascun girone, che garantiva al suo vincitore la promozione in IV Serie a condizione di soddisfare le condizioni economiche richieste dai regolamenti, partecipavano sedici squadre, ed era prevista la retrocessione delle quattro peggio piazzate, anche se erano possibili aggiustamenti automatici per ripartire fra le appropriate sedi locali le squadre discendenti dalla IV Serie.

## Girone A

### Squadre Partecipanti
| Squadra                 | Città (provincia)             | Stagione precedente |
| ----------------------- | ----------------------------- | ------------------- |
| S.C. Alassio            | Alassio (SV)                  |                     |
| U.S. Albenga            | Albenga (SV)                  |                     |
| U.S. Albisola           | Albissola Marina (SV)         |                     |
| U.S. Auxilium           | Alassio (SV)                  |                     |
| U.S. Corniglianese      | Genova (Quart. Cornigliano)   |                     |
| U.S. Cristoforo Colombo | Cogoleto (GE)                 |                     |
| U.S. Dianese            | Diano Marina (IM)             |                     |
| U.S. Don Bosco          | Genova (Quart. Sampierdarena) |                     |
| A.S. Finalese           | Finale Ligure (SV)            |                     |
| U.S. Imperia            | Imperia                       |                     |
| A.C. Pegliese           | Genova (Quart. Pegli)         |                     |
| U.S. Sampierdarenese    | Genova (Quart. Sampierdarena) |                     |
| F.B.C. Savona           | Savona                        |                     |
| F.B.C. Varazze          | Varazze (SV)                  |                     |
| F.B.C. Veloce           | Savona                        |                     |
| U.S. Ventimigliese      | Ventimiglia (IM)              |                     |

### Classifica finale
|  | Pos. | Squadra            | Pt  | G   | V   | N   | P   | GF  | GS  | DR  |
|  | ---- | ------------------ | --- | --- | --- | --- | --- | --- | --- | --- |
|  | 1.   | Veloce Savona      | 44  | 30  | 19  | 6   | 5   | 63  | 27  | +36 |
|  | 2.   | Alassio            | 40  | 30  | 15  | 10  | 5   | 51  | 29  | +22 |
|  | 2.   | Varazze            | 40  | 30  | 16  | 8   | 6   | 46  | 22  | +24 |
|  | 4.   | Albenga            | 36  | 30  | 15  | 6   | 9   | 45  | 34  | +11 |
|  | 5.   | Pegliese           | 35  | 30  | 14  | 7   | 9   | 39  | 32  | +7  |
|  | 6.   | Savona             | 33  | 30  | 13  | 7   | 10  | 45  | 32  | +13 |
|  | 7.   | Don Bosco          | 32  | 30  | 13  | 6   | 11  | 47  | 37  | +10 |
|  | 8.   | Sampierdarenese    | 29  | 30  | 11  | 7   | 12  | 38  | 31  | +7  |
|  | 8.   | Imperia            | 29  | 30  | 11  | 7   | 12  | 37  | 41  | -4  |
|  | 8.   | Cristoforo Colombo | 29  | 30  | 11  | 7   | 12  | 38  | 45  | -7  |
|  | 11.  | Corniglianese      | 27  | 30  | 11  | 5   | 14  | 41  | 45  | -4  |
|  | 11.  | US Albisola 1909   | 27  | 30  | 11  | 5   | 14  | 35  | 41  | -6  |
|  | 13.  | Ventimigliese      | 26  | 30  | 10  | 6   | 14  | 46  | 53  | -7  |
|  | 13.  | Finalese           | 26  | 30  | 10  | 6   | 14  | 37  | 54  | -17 |
|  | 15.  | Dianese            | 15  | 30  | 3   | 9   | 18  | 34  | 70  | -36 |
|  | 16.  | Auxilium           | 12  | 30  | 3   | 6   | 21  | 27  | 76  | -49 |
|  |      |                    | 480 | 480 | 185 | 110 | 185 | 669 | 669 | 0   |

Legenda:
      Promosso in IV Serie 1955-1956.
      Retrocesso in Prima Divisione 1955-1956.
Regolamento:
Due punti a vittoria, uno a pareggio, zero a sconfitta.

## Girone B

### Squadre Partecipanti
| Squadra                                | Città (provincia)                   | Stagione precedente |
| -------------------------------------- | ----------------------------------- | ------------------- |
| U.S. Bolzanetese                       | Genova (Quart. Bolzaneto)           |                     |
| A.C. Entella                           | Chiavari (GE)                       |                     |
| Dop. Ferroviario                       | Genova (Quart. Sampierdarena)       |                     |
| G.S. I.N.M.A.                          | La Spezia                           |                     |
| U.S. Lavagnese                         | Lavagna (GE)                        |                     |
| Pol. Migliarinese                      | La Spezia (Quart. Migliarina)       |                     |
| U.S. Pitellese                         | Pitelli di La Spezia                |                     |
| U.S. Pontedecimo                       | Genova (Quart. Pontedecimo)         |                     |
| U.S. Prè Gabbai                        | Genova (Quart. Prè)                 |                     |
| G.S. Proletaria-Superga "Nilo Garbusi" | Sarzana (SP)                        |                     |
| S.C. Riva Trigoso                      | Riva Trigoso di Sestri Levante (GE) |                     |
| A.C. Sammargheritese                   | Santa Margherita Ligure (GE)        |                     |
| U.S. San Vincenzo                      | Genova                              |                     |
| U.S. Sarzanese 1906                    | Sarzana (SP)                        |                     |
| U.S. Serravallese                      | Serravalle Scrivia (AL)             |                     |
| U.S. Sestri Levante                    | Sestri Levante (GE)                 |                     |

### Classifica finale
|  | Pos. | Squadra            | Pt  | G   | V   | N   | P   | GF  | GS  | DR  |
|  | ---- | ------------------ | --- | --- | --- | --- | --- | --- | --- | --- |
|  | 1.   | Sammargheritese    | 45  | 30  | 21  | 3   | 6   | 67  | 21  | +46 |
|  | 2.   | Entella            | 41  | 30  | 16  | 9   | 5   | 40  | 23  | +17 |
|  | 3.   | I.N.M.A.           | 40  | 30  | 16  | 8   | 6   | 60  | 36  | +24 |
|  | 4.   | Lavagnese          | 39  | 30  | 15  | 9   | 6   | 35  | 20  | +15 |
|  | 5.   | Sarzanese 1906     | 33  | 30  | 12  | 9   | 9   | 38  | 27  | +11 |
|  | 6.   | Migliarinese       | 32  | 30  | 13  | 6   | 11  | 45  | 37  | +8  |
|  | 7.   | Bolzanetese        | 30  | 30  | 12  | 6   | 12  | 30  | 30  | 0   |
|  | 8.   | Sestri Levante     | 28  | 30  | 11  | 6   | 13  | 34  | 30  | +4  |
|  | 9.   | San Vincenzo       | 27  | 30  | 9   | 9   | 12  | 29  | 43  | -14 |
|  | 9.   | Gabbai             | 27  | 30  | 9   | 9   | 12  | 33  | 47  | -14 |
|  | 9.   | Serravallese       | 27  | 30  | 11  | 5   | 14  | 41  | 45  | -4  |
|  | 9.   | Pontedecimo        | 27  | 30  | 9   | 9   | 12  | 37  | 42  | -5  |
|  | 13.  | Proletaria-Superga | 26  | 30  | 9   | 8   | 13  | 37  | 49  | -12 |
|  | 14.  | Riva Trigoso       | 21  | 30  | 7   | 7   | 16  | 30  | 52  | -22 |
|  | 15.  | Ferroviario        | 20  | 30  | 6   | 8   | 16  | 42  | 57  | -15 |
|  | 16.  | Pitellese          | 17  | 30  | 4   | 9   | 17  | 24  | 63  | -39 |
|  |      |                    | 480 | 480 | 180 | 120 | 180 | 622 | 622 | 0   |

Legenda:
      Promosso in IV Serie 1955-1956.
      Retrocesso in Prima Divisione 1955-1956.
Regolamento:
Due punti a vittoria, uno a pareggio, zero a sconfitta.